# Listy Ašska
Listy Ašska Aš és környékének regionális hetilapja Csehországban. Első lapszámát 2000-ben adták ki. Az aši székhelyű Ašské služby vállalat jelenteti meg. Példányszáma 2008-ban 1700 volt. Aši székhelyű szerkesztőségét Jiřina Kaloušová és Miroslav Všetečka alkotják. A régió hírei mellett állandó rovatban közlik Aš, Hranice és Hazlov települések önkormányzatainak közérdekű írásait, híreit is.

## Fordítás
- Ez a szócikk részben vagy egészben a Listy Ašska című cseh Wikipédia-szócikk ezen változatának fordításán alapul.  Az eredeti cikk szerkesztőit annak laptörténete sorolja fel. Ez a jelzés csupán a megfogalmazás eredetét és a szerzői jogokat jelzi, nem szolgál a cikkben szereplő információk forrásmegjelöléseként.